# ديف نيلسون (موسيقي)
ديف نيلسون (بالإنجليزية: Dave Nelson)‏ هو قائد فرقة ‏ وعازف بيانو وموسيقي ومغني أمريكي، ولد في 1905 في دونالدسونفيل في الولايات المتحدة، وتوفي في 7 أبريل 1946 في نيويورك في الولايات المتحدة.

## وصلات خارجية
- ديف نيلسون على موقع ميوزك برينز (الإنجليزية)
- ديف نيلسون على موقع ميوزك برينز (الإنجليزية)
- ديف نيلسون على موقع أول ميوزيك (الإنجليزية)
- ديف نيلسون على موقع ديسكوغز (الإنجليزية)